# Technovation challenge
Technovation challenge és un concurs internacional on participen nenes de més de cent països amb edats compreses entre els 10 i els 18 anys. Technovation ofereix a les noies d'arreu del món l'oportunitat d'aprendre les habilitats que necessiten per emergir com a empresàries i líders tecnològics. Cada any es conviden les noies a identificar un problema a la seva comunitat i a resoldre'l. Les noies treballen en equips per construir una aplicació per a mòbils i un pla d'empresa per iniciar aquesta aplicació.
Technovation és un programa d'Iridescent, una associació educativa sense ànim de lucre que prepara enginyers professionals i científics per impartir STEM d'avantguarda a nenes desamparades, nens en general i a les seves famílies. Associacions com el Cos de pau o la UNESCO donen suport a aquesta iniciativa, que compta amb la col·laboració de grans empreses com Google, Verizon, IBM o Walmart, entre d'altres.
La primera edició del concurs es va celebrar l'any 2010 a San Francisco. L'any 2015 es va publicar el documental CodeGirl, dirigit pel cineasta Lesley Chilcott, en el que es recullen algunes de les històries de les més de cinc mil joves de més de seixanta països que van participar en l'edició d'aquell any. Després de l'edició del 2017, Sundar Pichai, el CEO de Google va prometre a les guanyadores, unes estudiants d'Almaty, que obririen una oficina al Kazakhstan.